# Tonight (I'm Fuckin' You)
Tonight (I'm Fuckin' You) è un brano musicale del cantante pop spagnolo Enrique Iglesias, estratto come singolo dal suo nono album Euphoria. È stato reso disponibile per l'airplay radiofonico il 1º novembre 2010. Il brano figura la collaborazione del rapper statunitense Ludacris e di DJ Frank E, che è anche produttore del brano. È stato pubblicato digitalmente il 22 novembre 2010. Internazionalmente il brano è stato distribuito in versione censurata con il titolo Tonight (I'm Lovin' You), mentre la versione esplicita è stata inclusa nella versione francese a tiratura limitata di Euphoria. Il remix ufficiale del brano vede la collaborazione del rapper Pitbull.

## Video musicale
Nel video, Enrique visita uno strip club e una donna attraente cattura la sua attenzione. I due sono quindi inquadrati mentre si baciano tra scene di ballo in un club. Ludacris rappa alcuni versi della canzone, nella parte posteriore di un taxi, affiancato da quattro donne. Enrique si organizza poi per soddisfare una donna straniera in Messico e la coppia inizia a copulare in una camera d'albergo. La scena successiva mostra diverse donne che si contorcono provocatoriamente su un letto, tutte attratte da Enrique (questo non accade nella versione clean). Verso la fine del video, la ragazza dello strip club e la nuova amante di Enrique si incontrano e lui si rende conto che ci è stato in due tempi diversi. Enrique infine tira le vele di una barca, mentre l'ultima scena mostra le due donne che si guardano negli occhi e condividono un bacio da lesbiche.

## Tracce
Digital Download [Explicit]
1. Tonight (I'm Fu**kin' You) (feat. Ludacris & DJ Frank E) – 3:51

Digital Download [Clean]
1. Tonight (I'm Lovin' You) (feat. Ludacris & DJ Frank E) – 3:51

CD singolo Regno Unito
1. Tonight (I'm Lovin' You) (feat. Ludacris & DJ Frank E) – 3:51
2. Tonight (I'm Lovin' You) (feat. Pitbull) (Chuckie Remix) – 5:40

CD singolo Germania
1. Tonight (I'm Lovin' You) (feat. Ludacris & DJ Frank E) – 3:54
2. Tonight (I'm F***in' You) (feat. Ludacris & DJ Frank E) – 3:54

## Classifiche
| Classifica (2010/2011)  | Posizione massima |
| ----------------------- | ----------------- |
| Australia               | 2                 |
| Austria                 | 43                |
| Belgio (Fiandre)        | 7                 |
| Belgio (Vallonia)       | 18                |
| Canada                  | 3                 |
| Danimarca               | 4                 |
| Finlandia               | 9                 |
| Irlanda                 | 5                 |
| Lussemburgo             | 3                 |
| Norvegia                | 4                 |
| Nuova Zelanda           | 2                 |
| Paesi Bassi             | 11                |
| Regno Unito             | 5                 |
| Spagna                  | 2                 |
| Stati Uniti             | 4                 |
| Stati Uniti (Dance)     | 1                 |
| Stati Uniti (Pop)       | 5                 |
| Stati Uniti (Latin Pop) | 23                |
| Svezia                  | 6                 |

### Classifiche di fine anno
| Classifica (2011) | Posizione |
| ----------------- | --------- |
| Stati Uniti       | 16        |

## Versioni Ufficiali e Remixes
- Explicit Version — 3:51
- Dresden & Johnston Dirty/Clean Vocal — 6:15
- Dresden & Johnston Dub — 5:26
- Dresden & Johnston Club Instrumental — 5:45
- Dresden & Johnston Dirty/Clean Radio — 3:52
- Dresden & Johnston Radio Instrumental — 3:52
- Richard Vission Solmatic Remix (Dirty/Clean) — 5:20
- DJ Chuckie Dirty/Clean Remix — 6:09
- DJ Chuckie Remix (No Rap Edit) — 5:54